# Ramon Despuig i Saforteza
Ramon Despuig i Saforteza   (Palma, 27 de març de 1778 - Palma, 1 de desembre de 1848) fou un militar mallorquí, V comte de Montenegro i VII comte de Montoro, pròcer del Regne i capità general de Mallorca.

## Biografia
Fill de Joan Despuig i Dameto, IV Comte de Montenegro i Isabel Zaforteza y Sureda. El rei Carles IV d'Espanya l'havia fet Gran d'Espanya per la seva participació en la Guerra de les Taronges. També era germà de Joan Despuig i Safortesa i nebot d'Antoni Despuig i Dameto.
Ingressà en l'Exèrcit espanyol i en 1793 va ascendir a capità. Participà en la Guerra Gran en els atacs a Donibane Lohitzune, Orbaizeta i Bergara. En 1796 ascendí a tinent coronel i fou destinat a València. En 1799 fou destinat ajudant de camp del general Pere Caro Sureda, i en 1804 ascendí a coronel. Durant la guerra del francès ascendí a brigadier i fou destinat a Mallorca. Fou fiscal militar en la Junta Suprema Central i elegit diputat a les Corts espanyoles de 1813. En 1820 fou cap polític provisional a les Illes i escollit novament diputat a Corts.
En 1833 fou ascendit a mariscal de camp i l'1 de desembre del mateix any fou nomenat capità general de les Illes Balears, càrrec que va ocupar fins que va dimitir l'1 de setembre de 1836. De tarannà moderat, hagué de suprimir una revolta carlina a Manacor en 1833. De 1834 a 1836 va ser pròcer del Regne i el 25 de novembre de 1845, senador.